# Einzelhandel

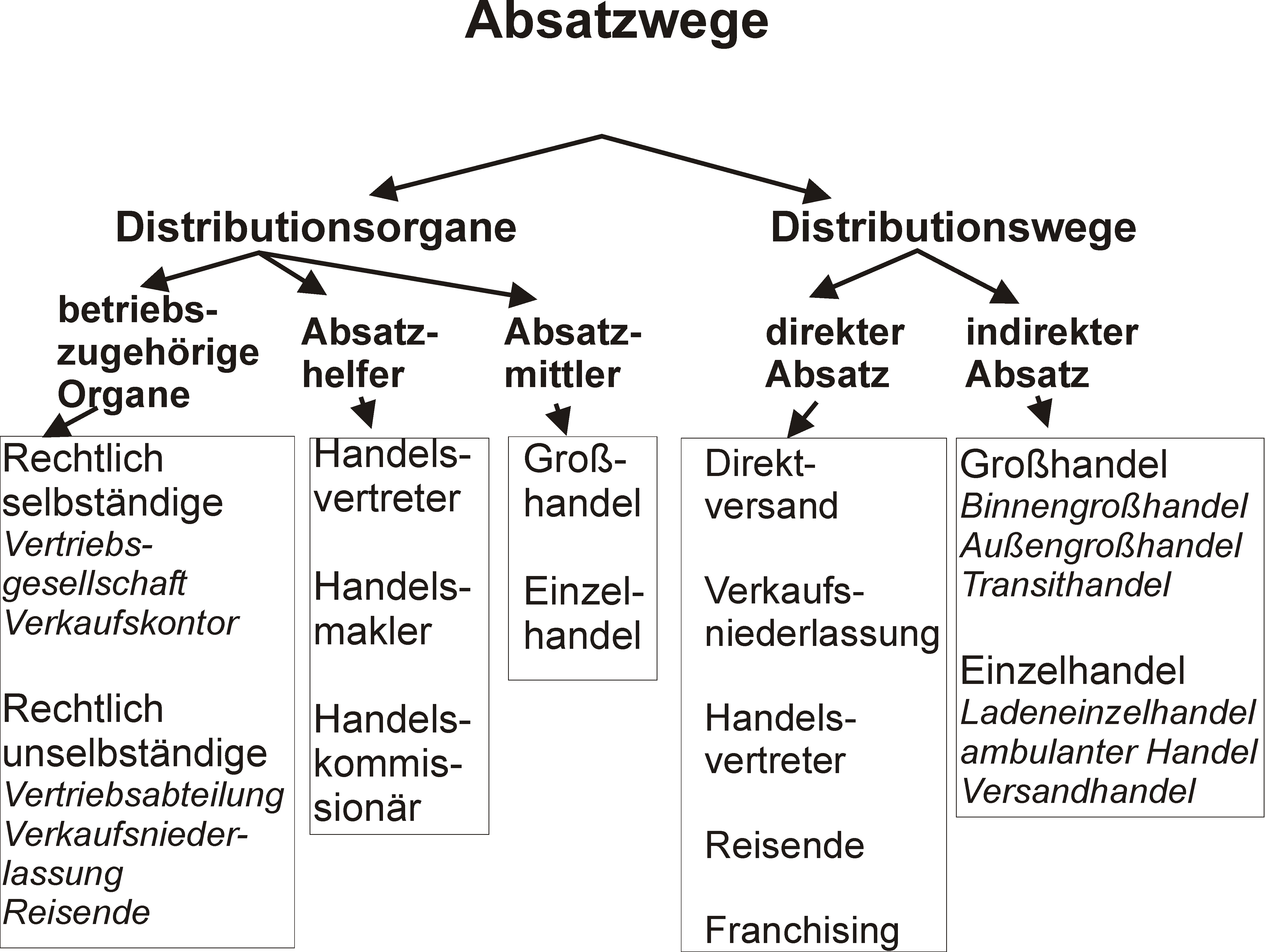
Systematik Absatzwege

Unter Einzelhandel (in der Schweiz, den Niederlanden und früher auch in Deutschland: Detailhandel) werden Unternehmen des Handels (gelegentlich auch deren Handelsaktivitäten) verstanden, die Waren verschiedener Hersteller beschaffen, zu einem Sortiment zusammenfügen und an nicht-gewerbliche Kunden, das heißt Verbraucher bzw. Letztverwender, verkaufen. Im Gegensatz dazu verkauft der Großhandel an gewerbliche Kunden, das heißt Wiederverkäufer und sogenannte Großabnehmer (Kantinen, Mensen und ähnliche). Als Abgrenzungskriterium gilt nicht die verkaufte Warenmenge, sondern der jeweils ausschließliche oder überwiegende Kundenkreis  des Handelsunternehmens.

## Allgemeines
Der Einzelhandel ist die zwischen Hersteller, Großhandel und Verbraucher zwischengeschaltete Absatzstufe. Aus Sicht des Verbrauchers verteuert er die Warenpreise, weil er dem Großhandelspreis – wie auch der Großhandel im Verhältnis zum Fabrikpreis – eine eigene Handelsspanne hinzufügt. Der stationäre Einzelhandel ist typischerweise sehr vorratsintensiv, sodass hiermit hohe Lagerrisiken und Kapitalbindung verbunden sind.

## Erscheinungsformen

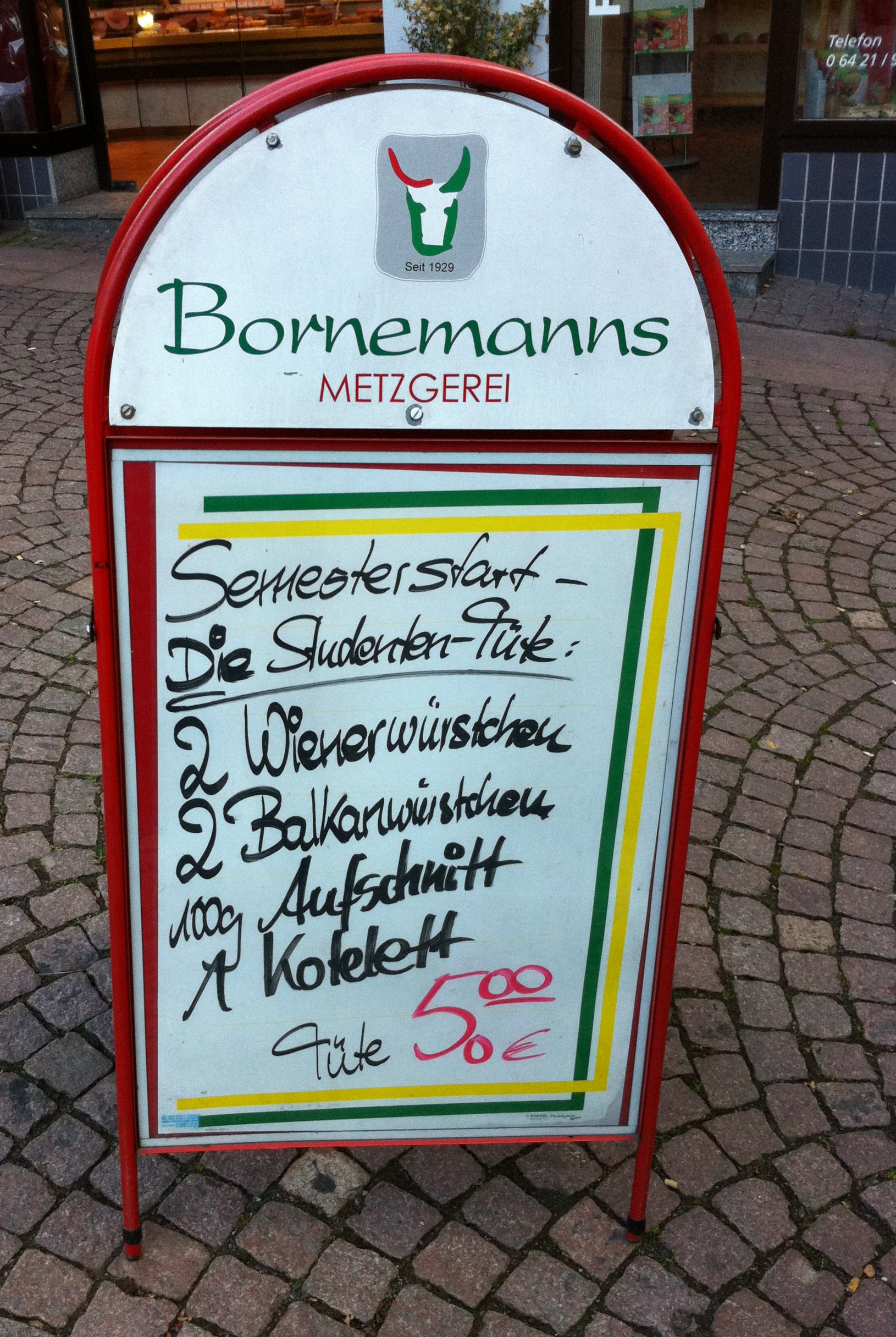
Werbung im Einzelhandel: Zielgruppengenaue Ansprache vor einem Fleischereifachgeschäft in Marburg

Der Einzelhandel (EH) ist äußerst vielfältig gegliedert, unter anderem im Hinblick auf
- Branchen
  - EH unter anderem mit Lebensmitteln, Bekleidung, Möbeln, Kosmetik, Sportartikeln, Spielzeug oder Elektronik (Einzelhandel im engeren Sinne)
  - EH mit Kfz, Tankstellen, und auch Apotheken (Einzelhandel im weiteren Sinne)
- Sortiment
  - Vollsortimenter führen das volle Sortiment einer Branche.
  - Spezialgeschäfte führen ein spezialisiertes Sortiment einer Branche, in der Regel tiefer sortiert als Fachgeschäfte.
  - Discountbetriebe führen in der Regel ein begrenztes Sortiment („Schnelldreher“), vor allem im Lebensmittelhandel.
  - Concept Stores führen das selektive Sortiment einiger weniger Branchen, häufig in unregelmäßigen Abständen wechselnd.
  - Boutiquen führen ein selektives Sortiment von Modeartikeln wie Kleidung, Schmuck oder die dazugehörigen Accessoires.
  - Mono-Label-Stores führen nur Waren einer Marke bzw. eines Herstellers.
  - Waren-/Kaufhäuser führen ein umfangreiches Warenangebot aus einer Vielzahl von Warengruppen, Warenhäuser führen immer auch Lebensmittel.
- Flächenintensität bzw. Betriebsformen vor allem im Lebensmittel-Bereich
  - Automaten-Verkauf: Warenvertrieb über Automaten, die wenig Fläche (ab 1 m²) beanspruchen. Diese Vertriebsform wird häufig mit ihrer englischen Entsprechung als „Vending“ bezeichnet.
  - Shop-Zonen: Laden-Bereiche in Tankstellen, Autobahnraststätten oder anderen Orten mit Publikumsverkehr, in denen Waren dem Endverbraucher angeboten werden. Diese Zonen sind in der Regel unter 100 m² groß.
  - Lebensmittel-Bedienungsgeschäft: Auf Lebensmittel in Bedienung spezialisierter Einzelhandelsbetrieb mit weniger als 200 m² Verkaufsfläche. Zu dieser Kategorie zählt auch der altbekannte „Tante-Emma-Laden“ und der Kiosk.
  - Lebensmittel-SB-Geschäft: Auf Lebensmittel in Selbstbedienung spezialisierter Einzelhandelsbetrieb mit weniger als 200 m² Verkaufsfläche. Dazu gehört auch der in den USA, Großbritannien und Japan sehr erfolgreiche Convenience Shop, von dem zukünftig auch in Deutschland eine größere Rolle erwartet wird.
  - Lebensmittel-SB-Markt: Lebensmittelgeschäft mit 200 m² bis 400 m² Verkaufsfläche, das ein eingeschränktes Sortiment an Frischwaren sowie kleinere Non-Food-Sortimente in Selbstbedienung umfasst.
  - Supermarkt: Lebensmittelgeschäft in Selbstbedienung mit einer Verkaufsfläche von 400 und < 1.500 m². Neben Frischwaren bietet es umfangreichere Non-Food-Sortimente an. SB-Geschäfte und Supermärkte führen 7.000 bis 11.000 Artikel.
  - Verbrauchermarkt: Auf Selbstbedienung gründendes Einzelhandelsgeschäft mit Verkaufsflächen zwischen 1.500 m² und < 5.000 m², überwiegendem Lebensmittelangebot und einem Anteil von häufig über 25 % an Non-Food-Artikeln.
  - SB-Warenhaus: Großflächiger Einzelhandelsbetrieb mit einer Verkaufsfläche von mehr als 5.000 m².
- Ort des Handels
  - stationärer Handel (in Ladengeschäften (Einzelhandelsgeschäften))
  - ambulanter Handel (auf Märkten, durch Haustürgeschäfte)
  - Versandhandel, darunter auch
    - E-Commerce,
    - Tele-Shopping
- Anzahl der Betriebsstätten
  - Einbetriebsunternehmen
  - Mehrbetriebsunternehmen (Filialunternehmen)
- Lage und Nachbarschaft/Ansammlung weiterer Einzelhandelsformen:
  - Galerien,
  - Ladenpassagen,
  - Fachmarktzentren,
  - Multifunktionszentren

- Sonderfall Direktvertrieb:
  - Der Direktvertrieb stellt eine Sonderform des Warenvertriebs an Verbraucher und/oder Letztverwender dar, ohne zum Einzelhandel zu zählen. Dabei werden einige Handelsfunktionen und der Warenvertrieb vom Hersteller selber übernommen. Innerhalb des Direktvertriebs gibt es eine Vielzahl von Erscheinungsformen, wie E-Commerce, Haustür-Vertrieb, Factory-Outlet, Ab-Hof-Verkauf für landwirtschaftliche Erzeugnisse etc.

## Volkswirtschaftliche Funktion
In volkswirtschaftlicher Hinsicht ist der Einzelhandel ein Marktmittler zwischen Hersteller und Verbraucher. Man spricht somit auch vom Handel als Intermediär. Wichtig ist hierbei besonders seine Sortimentsfunktion, also die Vorauswahl, die er aus einem Gesamtangebot zu Waren einer Gattung trifft. Hierdurch erleichtert er dem Verbraucher den Marktüberblick. Die Sortimentsgestaltung richtet sich vor allem nach den (vermuteten) Bedürfnissen des angestrebten Kundenkreises.

## Trends
Gelegentlich führt der Wettbewerb zwischen Anbietern um die Gunst der Nachfrager zu einer Verdrängung nicht konkurrenzfähiger Mitbewerber (Verdrängungswettbewerb). Dadurch kann eine Konzentration auf wenige Anbieter, die eine marktbeherrschende Stellung einnehmen, eintreten (Oligopol). Im Extremfall kommt es auf der Anbieterseite dazu, dass nur ein Anbieter verbleibt, der somit die Preise diktieren kann (Monopol). Folge einer solchen Entwicklung ist in der Regel ein höheres Preisniveau, das den Endverbraucher belastet, den marktbeherrschenden Anbietern aber höhere Gewinne beschert. Im Einzelhandel können beispielsweise Filialunternehmen mit einzelnen Filialen Quasi-Monopolstellungen erwerben, die jedoch wegen der Konkurrenz durch andere Betriebsformen und überregional tätige Wettbewerber (Versandhandel, Online-Handel) praktisch nicht die monopolistische Preisstellung erlaubt, wie sie von der Monopoltheorie unterstellt wird.
Wettbewerbsvorteile versucht der Einzelhandel zum Beispiel durch Preissenkung bei den Waren zu erlangen, durch die Organisation einer für den Kunden sicheren, komfortablen, sauberen und störungsfreien Verkaufsstätte, durch Kreditgewährung oder durch zusätzliche Dienstleistungs- und Unterhaltungsangebote. Das moderne Handelsmanagement verfügt im Übrigen über ein reichhaltiges Instrumentarium psychotaktisch und -strategisch angelegten Handelsmarketings.
Seit einigen Jahren ist zu beobachten, dass die Endverbraucher einerseits „preisaggressive“ Discounter und andererseits solche Einzelhandelsbetriebe verstärkt bevorzugen, die durch Unterhaltung, Erlebnisse und besonderes Ambiente einen Zusatznutzen ermöglichen, zum Beispiel Urban Entertainment Center. Dieser Trend wird als Polarisierung des Einzelhandels bzw. als „Verlust der Mitte“ beschrieben.
Einige Handelsbetriebe, welche gemäß ihrem Geschäftsmodell bisher dem stationären Einzelhandel zuzuordnen waren, versuchen über eine Multichannel-Strategie die Vorteile vom klassischen Einzelhandel und dem elektronischen Handel zu vereinen, um ihre Position am Markt zu festigen.
Wal-Mart zufolge legen amerikanische Agrarprodukte im Schnitt auf ihrem Weg vom Feld zum Einzelhandel 2.400 Kilometer zurück.
Diese und weitere Tendenzen können problematische Auswirkungen in städtebaulicher, beschäftigungspolitischer und raumordnerischer Hinsicht haben:
- Durch die Verlagerung von großflächigen Einzelhandelsbetrieben aus den gewachsenen und geplanten Zentren in Randgebiete, die als Einzelhandelsstandorte in der Regel geringere betriebswirtschaftliche Kosten verursachen, droht eine Verödung der Zentren.
- Durch die immer weiter voranschreitende Marktdurchdringung einzelner Branchen durch Filialbetriebe und Einzelhandelsketten mit ihrer weitgehend einheitlichen baulichen Gestaltung werden die Einkaufsstraßen der Zentren immer austauschbarer und verlieren an Individualität.
- Die Beschäftigung in Einzelhandel ist seit Jahren stark rückläufig, da in großflächigen Betriebstypen weniger Personal pro Verkaufsfläche benötigt wird.

### Digitalisierung des Handels
Der Einsatz moderner IT und die fortschreitende Vernetzung im Internet führen zu weitreichenden Umbrüchen im Wirtschafts- und Alltagsleben. Der Handel ist eine Branche, in der das besonders deutlich wird. Konsumenten kaufen heute nicht einfach nur stationär oder online, sondern bestellen sich Kochboxen, Aboboxen, verfügen über intelligente Haushaltsgeräte wie Waschmaschinen, Kühlschränke, Wasserfilter oder Mülleimer und unterscheiden zwischen notwendigen Einkäufen, die gerne auch automatisiert werden können, und Erlebnisshopping. Für Händler eröffnen sich durch die Digitalisierung ihres Geschäfts neue Vertriebsmöglichkeiten und Absatzmärkte. Die Vernetzung hat schon heute nachhaltig das Konsumverhalten verändert. Die Chance des Handels liegt darin, diesen neuen Ansprüchen und Wünschen seiner Zielgruppen mit innovativen Angeboten und Lösungen zu begegnen. Hierbei spielen ganz besonders neue Technologien wie Smart Data, Artificial Intelligence, Robotics, Smarthome, mobile Bezahlmöglichkeiten, 3-D-Druck, Virtual Reality, Drohnen und viele weitere eine immer größere Rolle und sollten in moderne Handelsprozesse einbezogen werden.
Branchenübergreifendes Denken und neue Strategien, die Logistik, Produktion, Telekommunikation und Dienstleistungen integrieren, bilden die Grundlage erfolgreicher Geschäftsmodelle.
Mit dem Aufkommen des elektronischen Handels setzte sich die Praxis durch, Kaufentscheidungen nach Beratung im Einzelhandel zu treffen, den Kauf jedoch im Internet zu tätigen. Sie wird als „Beratungsklau“ bezeichnet.

## Steuerung in Deutschland
Seit den 1960er-Jahren und verstärkt seit den 1970er-Jahren gibt es in Deutschland Bemühungen im Bereich des Baurechts und des Raumordnungsrechts, die städtebaulich und raumordnerisch problematischen Auswirkungen zu unterbinden oder abzudämpfen. Die Grundzüge der rechtlichen Regelungen und Empfehlungen haben die meisten Bundesländer in so genannten Einzelhandelserlassen erläutert.
Viele Gemeinden und Regionen bemühen sich auf der Grundlage des Baurechts und des Raumordnungsrechts darum, in so genannten Einzelhandelskonzepten festzulegen, nach welchen Gesichtspunkten welche Einzelhandelsbetriebe an welchen Standorten geplant und angesiedelt werden sollen.
Den vielfältigen Bemühungen der städtebaulichen und raumordnerischen Steuerung des Einzelhandels in Deutschland stehen Zwänge des Strukturwandels, des Verkehrsverhaltens der Konsumenten (u. a. Zunahme des „Pendelns“) und geänderten Konsumverhaltens gegenüber. Auch wurde bereits in den 70er Jahren prognostiziert, dass ein verstärktes Investment in Innenstadtlagen zu Ungunsten der „grünen Wiese“ sich in einer stärkeren Konzentration auf Nahrungs- und Genussmittel im Sortiment auswirken würde.
Die deutschen Einzelhändler haben im Mai 2018 den größten Umsatzrückgang seit sieben Jahren verbucht.

## Verbände

### Interessenvertretung
Der deutsche Einzelhandel wird vom Handelsverband Deutschland – Der Einzelhandel (HDE) vertreten. Der österreichische Einzelhandel wird vertreten vom Handelsverband – Verband österreichischer Handelsunternehmen.

### Bundesverband Informationswirtschaft, Telekommunikation und neue Medien
Der Bitkom e. V. ist der Digitalverband Deutschlands. 1999 gegründet, vertritt der Verband heute mehr als 2.600 Unternehmen der digitalen Wirtschaft, unter ihnen gut 1.000 Mittelständler, über 500 Startups und nahezu alle Global Player.

### Einkaufsverband
Einkaufsverbände oder Einkaufsgemeinschaften sind besonders im Einzelhandel verbreitet. Eine Einkaufsgemeinschaft ist eine Kooperationsform und somit ein freiwilliger Zusammenschluss von Unternehmen zum Zwecke der Erhöhung ihrer Wirtschaftlichkeit. Durch die Nachfragebündelung, zum Beispiel bei der Beschaffung von Handelsware, erhalten die einzelnen Betriebe verbesserte Konditionen.
Neben dem Zentraleinkauf für Mitgliedsunternehmen werden weitere zentrale Unternehmensbereiche wie das Marketing, das Personalwesen, die Finanzierung und der Rechtsbereich angesprochen.

## Einzelhandelsumsatz und Lohnentwicklung

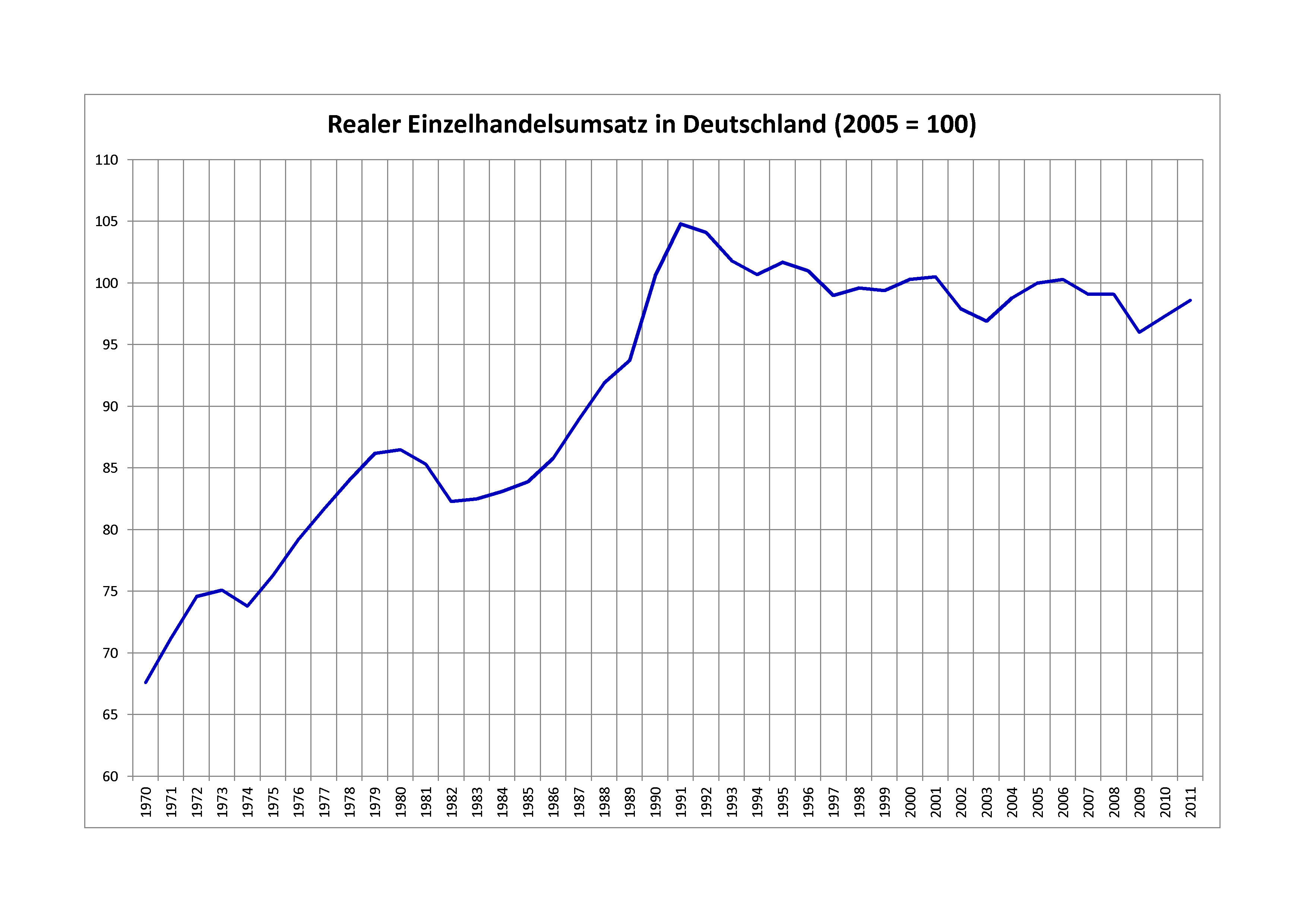
Realer Einzelhandelsumsatz in Deutschland 1970–2011

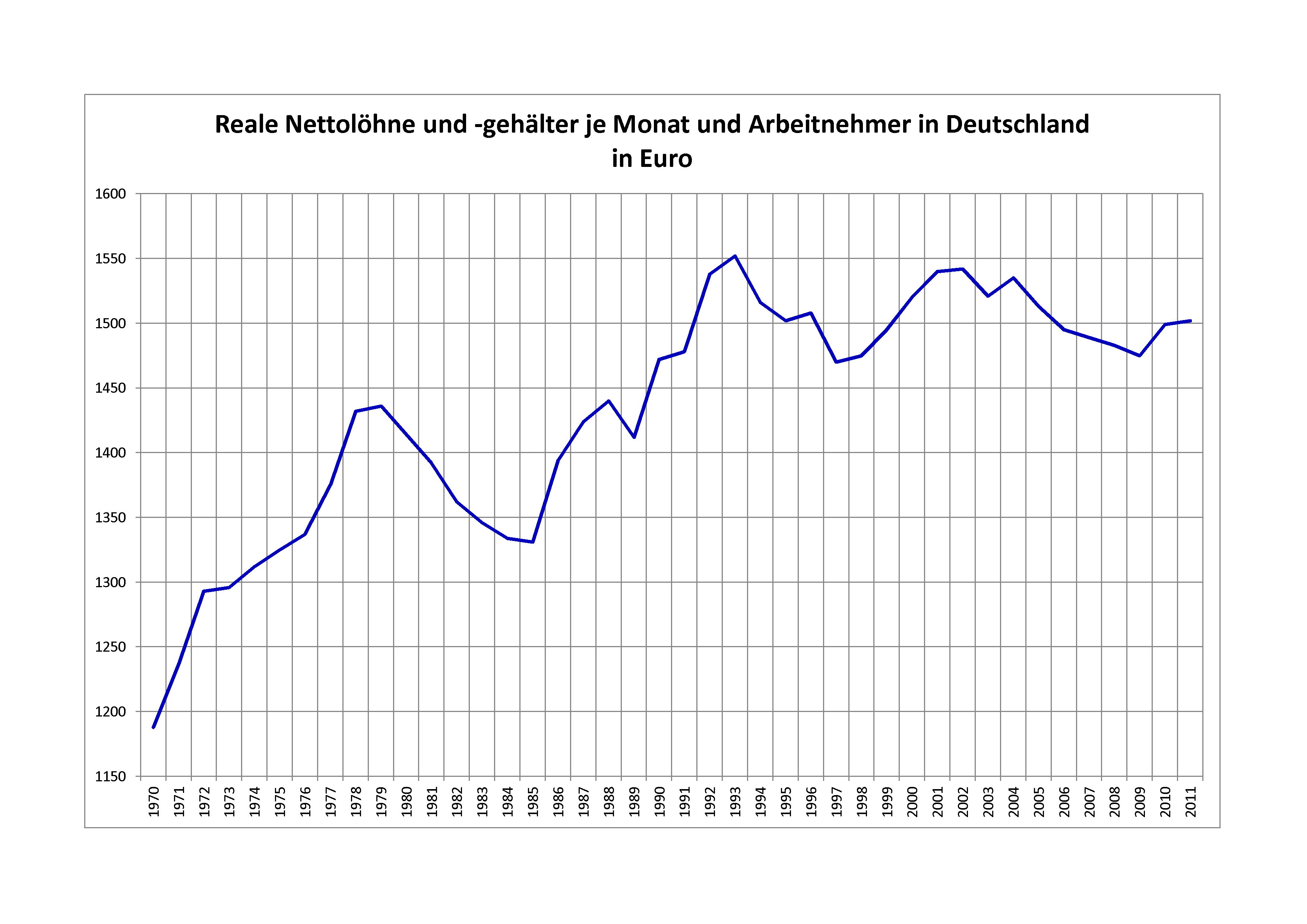
Reale Nettolöhne und -gehälter in Deutschland 1970–2011

Die volkswirtschaftlichen Größen „Einzelhandelsumsatz“ und „Reallohn“ korrelieren eng miteinander. Die Tabelle vergleicht den realen, inflationsbereinigten Einzelhandelsumsatz in Deutschland in Indexpunkten (2005 = 100) seit 1989 (ohne Handel mit Kraftfahrzeugen) mit den realen durchschnittlichen Nettolöhnen und -gehältern je Monat und Arbeitnehmer in Deutschland seit 1989.
| Jahr | Realer Einzelhandels- umsatz (2005 = 100) | Veränderung in % | Reale Nettolöhne u. -gehälter je Monat u. Arbeitnehmer in Euro | Veränderung in % |
| ---- | ----------------------------------------- | ---------------- | -------------------------------------------------------------- | ---------------- |
| 1989 | 93,7                                      | –                | 1412                                                           | –                |
| 1990 | 100,6                                     | 7,4              | 1472                                                           | 4,2              |
| 1991 | 104,8                                     | 4,2              | 1478                                                           | 0,4              |
| 1992 | 104,1                                     | −0,7             | 1538                                                           | 4,0              |
| 1993 | 101,7                                     | −2,3             | 1552                                                           | 0,9              |
| 1994 | 100,7                                     | −1,0             | 1516                                                           | −2,3             |
| 1995 | 101,7                                     | 1,0              | 1502                                                           | −0,9             |
| 1996 | 101,0                                     | −0,7             | 1508                                                           | 0,4              |
| 1997 | 99,0                                      | −2,0             | 1470                                                           | −2,5             |
| 1998 | 99,6                                      | 0,6              | 1475                                                           | 0,4              |
| 1999 | 99,4                                      | −0,2             | 1495                                                           | 1,3              |
| 2000 | 100,3                                     | 0,9              | 1520                                                           | 1,7              |
| 2001 | 100,5                                     | 0,2              | 1540                                                           | 1,3              |
| 2002 | 97,9                                      | −2,6             | 1542                                                           | 0,1              |
| 2003 | 96,9                                      | −1,0             | 1521                                                           | −1,3             |
| 2004 | 98,8                                      | 2,0              | 1535                                                           | 0,9              |
| 2005 | 100,0                                     | 1,2              | 1513                                                           | −1,4             |
| 2006 | 100,3                                     | 0,3              | 1495                                                           | −1,2             |
| 2007 | 99,1                                      | −1,2             | 1489                                                           | −0,4             |
| 2008 | 99,1                                      | 0,0              | 1483                                                           | −0,4             |
| 2009 | 95,9                                      | −3,2             | 1475                                                           | −0,5             |
| 2010 | 97,3                                      | 1,5              | 1499                                                           | 1,6              |
| 2011 | 98,4                                      | 1,1              | 1502                                                           | 0,2              |

## Größte Einzelhandelsunternehmen

### Weltweit
1. Walmart, USA: 648.125
2. Amazon, USA: 251.902
3. Costco, USA: 242.290
4. Schwarz Gruppe, Deutschland: 177.009
5. The Home Depot, USA: 152.669
6. Kroger, USA: 148.905
7. Aldi, Deutschland: 123.608
8. JD.com, China: 122.884
9. Walgreens Boots Alliance, USA: 121.191
10. CVS Health, USA: 116.763

(Umsatz 2023 in Mio. US-Dollar; Quelle und Anmerkungen: Deloitte-Report „Global Powers of Retailing“)

### Schweiz
Mit der Bezeichnung Grossverteiler werden traditionell in der Schweiz Migros und Coop gemeint. In den 2000er-Jahren erfolgte der Markteintritt der deutschen Ketten Aldi und Lidl und erweiterten die Auswahl neben dem ursprünglichen Discount-Rebellen Denner. Neben diesen marktdominanten Unternehmen versorgt Manor speziell städtische Gebiete, während Volg (bis etwa 2003 auch Usego) oft als einziger Einzelhändler im ländlichen Raum existiert.
Zu den grössten Schweizer Detailhändlern im Jahr 2022 gehörten neben Migros, Coop, Denner und Volg auch Digitec Galaxus, Landi, Jumbo, Ikea, Interdiscount und Dipl. Ing. Fust.
Im weltweiten Deloitte-Ranking belegte Migros im Jahr 2021 Platz 41 und Coop Platz 43. Im Jahr 2023 belegte Coop Platz 34 und Migros Platz 41.

## Lärmbelastung im Einzelhandel
Im Textil- und Lebensmitteleinzelhandel haben personengebundene und ortsfeste Messungen in Anlehnung an die Norm DIN EN ISO 9612 und die Bestimmung von Beurteilungspegeln in Anlehnung an die Technische Regel für Arbeitsstätten ASR A3.7 „Lärm“ sowie raumakustische Messungen gezeigt, dass Beschäftigte in der Regel keinem gehörgefährdenden Lärm ausgesetzt sind. Die raumakustische Ausstattung in den untersuchten Branchen ist generell ausreichend und entspricht dem Stand der Technik.
Jedoch kann Lärm auch bei Pegeln unterhalb der Gehörgefährdung negative Auswirkungen auf die Gesundheit haben (extra-aurale Wirkung). Die psychische Belastung sowie die daraus resultierende Beanspruchung lässt sich mit validierten Fragebögen ermitteln. Die kombinierte Auswertung von Schallmessungen und Fragebögen hat ergeben, dass für die Einzelhandelsbranche kein unmittelbarer Zusammenhang zwischen Schalldruckpegeln und psychischer Belastung vorhanden ist. Die negative Beanspruchung hängt nicht ausschließlich von der individuellen Lärmempfindlichkeit ab, sondern auch von der Art der Geräuschbelästigung. Handlungsbedarf besteht etwa bei der hohen Geräuschkulisse im Bereich der Kasse sowie bei Musik und Durchsagen im Geschäft.
- Folgende Maßnahmen können beispielsweise die Lärmbelastung reduzieren:
- Pegeladaptive Musikbeschallung, um die Lautstärken von Musik und Durchsagen entsprechend dem aktuellen Geräuschpegel zu steuern
- Headsets mit Signalrouting, damit Mitarbeitende nur für sie bestimmte Durchsagen erhalten
- Keine Musikbeschallung in Kassenbereichen
- Akustische Gestaltung von Kassenbereichen mit Baffeln, Abschirmungen
- Kassenferne Platzierung von Pfandautomaten oder Tiefkühltruhen
- Moderne Kassenanlagen zur Regulierung der Lautstärke des akustischen Feedbacks
- Einrichtung von Spiel- bzw. Beschäftigungsbereichen für Kinder, entfernt von den Kassenbereichen.[13]